# Liste der Kulturgüter in Forst-Längenbühl
Die Liste der Kulturgüter in Forst-Längenbühl enthält alle Objekte in der Gemeinde Forst-Längenbühl im Kanton Bern, die gemäss der Haager Konvention zum Schutz von Kulturgut bei bewaffneten Konflikten, dem Bundesgesetz vom 20. Juni 2014 über den Schutz der Kulturgüter bei bewaffneten Konflikten sowie der Verordnung vom 29. Oktober 2014 über den Schutz der Kulturgüter bei bewaffneten Konflikten unter Schutz stehen.
Es sind weder A-Objekte noch B-Objekte auf dem Gemeindegebiet ausgewiesen, Objekte der Kategorie C fehlen zurzeit (Stand: 12. Februar 2024). Unter übrige Baudenkmäler sind Objekte zu finden, die im Bauinventar des Kantons Bern als «schützenswert» verzeichnet sind.

## Übrige Baudenkmäler
Hinweis: Als Objekt-Identifikator (ID) wird die Grundstücksnummer verwendet.
| ID  | Foto |                 | Objekt                                                    | Typ | Standort                      | Beschreibung |
| --- | ---- | --------------- | --------------------------------------------------------- | --- | ----------------------------- | ------------ |
| 61  | BW   | Datei hochladen | Speicher (2. Hälfte 18. Jh.)                              | G   | Breite 1a 606725 / 178913     |              |
| 78  | BW   | Datei hochladen | Speicher (1. Viertel 18. Jh.)                             | G   | Fischacher 3a 606915 / 179623 |              |
| 101 | BW   | Datei hochladen | Ofenhaus (frühes 19. Jh.)                                 | G   | Brunnacher 2a 606536 / 178889 |              |
| 206 | BW   | Datei hochladen | Speicher                                                  | G   | Bim Wald 8a 607708 / 178577   |              |
| 215 | BW   | Datei hochladen | Wohnstock (um 1850)                                       | G   | Dörfli 4 606365 / 179158      |              |
| 216 | BW   | Datei hochladen | Bauernhaus (3. Viertel 19. Jh.)                           | G   | Dörfli 5 606400 / 179158      |              |
| 219 | BW   | Datei hochladen | Speicher (1775)                                           | G   | Bim Wald 14a 607901 / 178548  |              |
| 277 | BW   | Datei hochladen | Bauernhaus (1. Hälfte 19. Jh.)                            | G   | Dörfli 3 606385 / 179173      |              |
| 343 | BW   | Datei hochladen | Ofenhaus (19. Jh.)                                        | G   | Fischacher 4a 606945 / 179614 |              |
| 387 | ja   | Datei hochladen | Ehemalige Burgruine / Wohnhaus (12. Jh. / Anfang 19. Jh.) | G   | Hattige 9 607485 / 178180     |              |

Hinweis zur Legende: Anstelle der KGS-Nummer wird als Objekt-Identifikator (ID) die Grundstücksnummer verwendet.